# Антоніо Марчелья
Антоніо Марчелья (італ. Antonio Marceglia, 28 липня 1915, Пірано — 13 липня 1992, Венеція) — італійський військовик учасник Другої світової війни, нагороджений Золотою медаллю «За військову доблесть».

## Біографія
Антоніо Марчелья народився 28 липня 1915 року в Пірано. У 1933 році вступив до Військово-морської академії в Ліворно в Корпус морських інженерів. Закінчив її у 1938 році у званні молодшого лейтенанта. Того ж року закінчив Генуезький університет. У 1939 році отримав звання молодшого лейтенанта. Ніс службу на борту підводного човна «Руджеро Сеттімо».
У жовтні 1940 року перейшов до складу Групи ударних засобів (італ. Gruppo Mezzi d'Assalto) де, пройшовши підготовку, брав участь у двох атаках проти Гібралтару (травень та вересень 1941 року). У січні 1941 року отримав звання капітана.
У грудні того ж року брав участь у рейді на Александрію.
Разом з Спартако Шергатом заклав під британський лінкор «Квін Елізабет» та успішно покинули гавань. О 6 ранку пролунав вибух, який вивів лінкор зі строю на 9 місяців. 
Марчелья та Шергат вибрались на берег та вирушили до пункту, де їх очікував підводний човен, але наступного дня були схоплені поліцією. Їх помістили у табір для військовополонених у Палестині, а згодом перевели до Індії.
Після капітуляції Італії Антоніо Марчелья повернувся на батьківщину у 1944 році, де взяв участь у боротьбі з нацистами. У грудні 1945 року отримав звання лейтенант-полковника і призначений керівником верфі у Венеції.
Був членом Вищої ради Банку Італії під керівництвом Карло Адзеліо Чампі.
Помер 13 липня 1992 року у Венеції.

## Вшанування
На честь Антоніо Марчелья названий фрегат Antonio Marceglia (F 597) типу «Бергаміні», збудований у 2019 році.

## Нагороди
- Золота медаль «За військову доблесть»
- Срібна медаль «За військову доблесть»
- Хрест «За військову доблесть»